# Irène Kälin
Irène Kälin (Lenzburg, 6 de febrero de 1987) es una política suiza del Partido Verde.

## Biografía
Kälin obtuvo su título de Matura en Leonhard en la ciudad de Basel en 2007. En 2009, empezó con estudios islámicos y estudios de religión en la Universidad de Zúrich y obtuvo un Bachiller universitario en letras en 2013. En 2014, se unió al programa de maestría Religions kulturen de la Universidad de Bern, donde escribió una disertación sobre el reconocimiento estatal de Islam. Trabajó como sindicalista para Unia Aargau entre 2015 y 2016 y es presidenta de Arbeit Aargau, la organización paraguas de empleados en el cantón.
Kälin se desempeñó en el Gran Consejo de Aargau desde 2010 hasta 2017, donde trabajó como vicepresidenta de tres comités: el Comité de Planificación y Finanzas de Responsabilidad (2010-2013), el Comité de Naturalización (2013-2015) y el Comité de Medioambiente, Edificación, Transporte, Energía y Ordenación del Territorio (2013-2015); además de convertirse en miembro del Comité de Examen de Negocios en 2017. 
Fue también copresidenta del Partido Verde en el Gran Consejo.
En las elecciones federales de 2015, Kälin se presentó al Consejo Nacional y al Consejo de los Estados pero fue derrotada por 2500 votos por Jonas Fricker. El 27 de noviembre de 2017, reemplazó a Fricker en el Consejo Nacional, ya que figuraba en segundo lugar en la lista electoral del partido. Conservó su escaño en las elecciones federales de Suiza de 2019 y fue nombrada segunda vicepresidenta del Consejo Nacional para el año 2019-20. En el Parlamento, Kälin ha abogado por el reconocimiento estatal del Islam y ha apoyado el movimiento antinuclear.
En 2013, Kälin se casó con el periodista Werner De Schepper, en 2018 se mudaron de Lenzburg a Oberflachs, Ese mismo año dio a luz a su primer hijo a quien lleva al Consejo Nacional durante los debates parlamentarios.